# Luboš Svoboda
Luboš Svoboda (7. srpna 1940 Žleby – 3. prosince 2017 Praha) byl český duchovní, farář Československé církve husitské, zpěvák, skladatel české duchovní hudby, autor křesťanských songů, dlouholetý člen divadla Semafor. Svou tvůrčí prací významně přispěl ke zhodnocení duchovních písní, rozšíření křesťanské zvěsti a nalézání víry, svou tvorbou posiloval vlastenecké cítění. Zároveň je jeho jméno neodmyslitelně spjato s historií divadla Semafor.

## Život
Luboš Svoboda se narodil 7. srpna 1940 ve Žlebech u Čáslavi. Vyrůstal v kulturním hudebním prostředí, které jeho život silně ovlivnilo. Otec byl členem sboru opery Národního divadla v Praze, později (po válce) přijal angažmá v divadle F. X. Šaldy v Liberci, stal se sólistou opery. Matka se věnovala domácnosti, především zabezpečovala klidné zázemí a dostatek péče dětem. Lubošův bratr Aleš vystudoval střední průmyslovou školu strojnickou; vedle zaměstnání také konferoval různé kulturní programy, v pozdějších letech pracoval jako redaktor Československého rozhlasu.
Luboš Svoboda zemřel dne 3. prosince 2017, rozloučení proběhlo v Ústřední obřadní síni na Olšanských hřbitovech. Uzavřel se tak život člověka, který možná nebyl natolik znám široké veřejnosti jako jiní umělci, působící v Semaforu, ale v oblasti moderní (populární) duchovní hudby zanechal jedinečnou a nezapomenutelnou stopu. PaedDr. Zdeněk Kovalčík k tomu ještě v lednu 2018 v Českém zápase napsal: „Bratr farář Svoboda zanechal naší církvi velký odkaz v podobě bohaté hudební tvorby, jeho křesťanské songy se staly fenoménem, stmelovaly zejména mladé. Jsou vzácným dědictvím, dějinným ohlasem na dobu vzestupů a pádů v naší vlasti, a proto nelze na ně jen tak zapomenout. Je třeba poděkovat Pánu života za jeho obdarování, za kněžskou službu i předávání biblické zvěsti – ať to bylo vhod či nevhod“.

### Studium
Svoboda se již od mládí věnoval hře na klavír. V letech 1954–1958 navštěvoval Hudební školu v Liberci. Společně se svým tehdejším učitelem klavíru se zároveň starali o údržbu varhan v okolních kostelích. I to bylo důvodem, pro který se později rozhodl hru na varhany studovat. Přijat byl na Pražskou konzervatoř, z rodinných důvodů však musel po roce studium přerušit. V dalším roce – 1959 – se mu podařilo studia obnovit, pokračoval již ale na Husově bohoslovecké fakultě. Studium ukončil v roce 1963 – závěrečnou odbornou zkouškou, a svátost svěcení kněžstva přijal 7. července 1963 v Praze-Nuslích. Následně byl jmenován farářem, nejprve v náboženské obci Tuchoměřice a o dva roky později nastoupil službu v Praze-Strašnicích.  

### Rodina
S manželkou Janou (nar. 1943) se seznámili ve Vysokoškolském uměleckém souboru, jehož byli oba členy. Jana již od svých sedmi let chodila do Dětského pěveckého sboru Čs. Rozhlasu (vedeného sbormistrem Dr. Bohumilem Kulínským st.), hudba tedy byla jejich celoživotním společným zájmem. Svatba proběhla ve Stříbře (v r. 1968), za rok se manželům narodila dcera Jana (1969).
Manželé Jana a Luboš spolu nejen žili, ale i pracovali. Byli hlasově opravdu sladěni. Pěvecký talent po rodičích zdědila i dcera Jana.

## Dílo
Hudbu k písním začal Luboš Svoboda skládat již na fakultě, texty byly nejprve převzaty od zahraničních autorů. Později – v r. 1968 – se seznámil s farářkou CČSH (Církve československé husitské) Pavlou Zachařovou, ta mu předložila své texty a tak začala jejich dlouhá a úspěšná spolupráce. Svoboda se stal nejen známým, ale i uznávaným autorem křesťanských songů, které skládal na texty jak Pavly Zachařové, tak i Zdeňka Svobody (faráře CČSH), a také evangelické básnířky Heleny Kohoutové. Zachařová byla vzdělaná a talentovaná, což Svoboda oceňoval, a spolupracoval s ní rád. Jedním z jejich úspěšných společných songů je např. píseň Mizraim, která vznikla jako reakce na srpnové události v r. 1968.

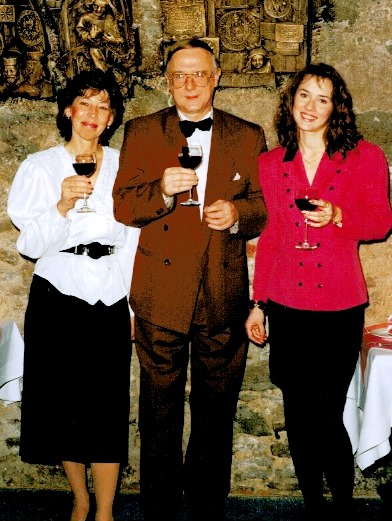
Luboš Svoboda s manželkou a dcerou Janou Mařasovou

V téže době vznikla i píseň Zná Hospodin dny upřímných. Za již kultovní křesťanský song je považována Tvá láska, Pane, ke které si Svoboda napsal hudbu i text, a také ji sám nazpíval. Kromě křesťanských songů je Svoboda (s textařkou Zachařovou) autorem první songové liturgie Církve československé husitské. Nejprve hrál a zpíval sám, později s manželkou Janou, vždy za doprovodu varhan či kláves. Se svými songy vystupovali ve sborech a kostelích nejen církve československé husitské, ale i ostatních církví.

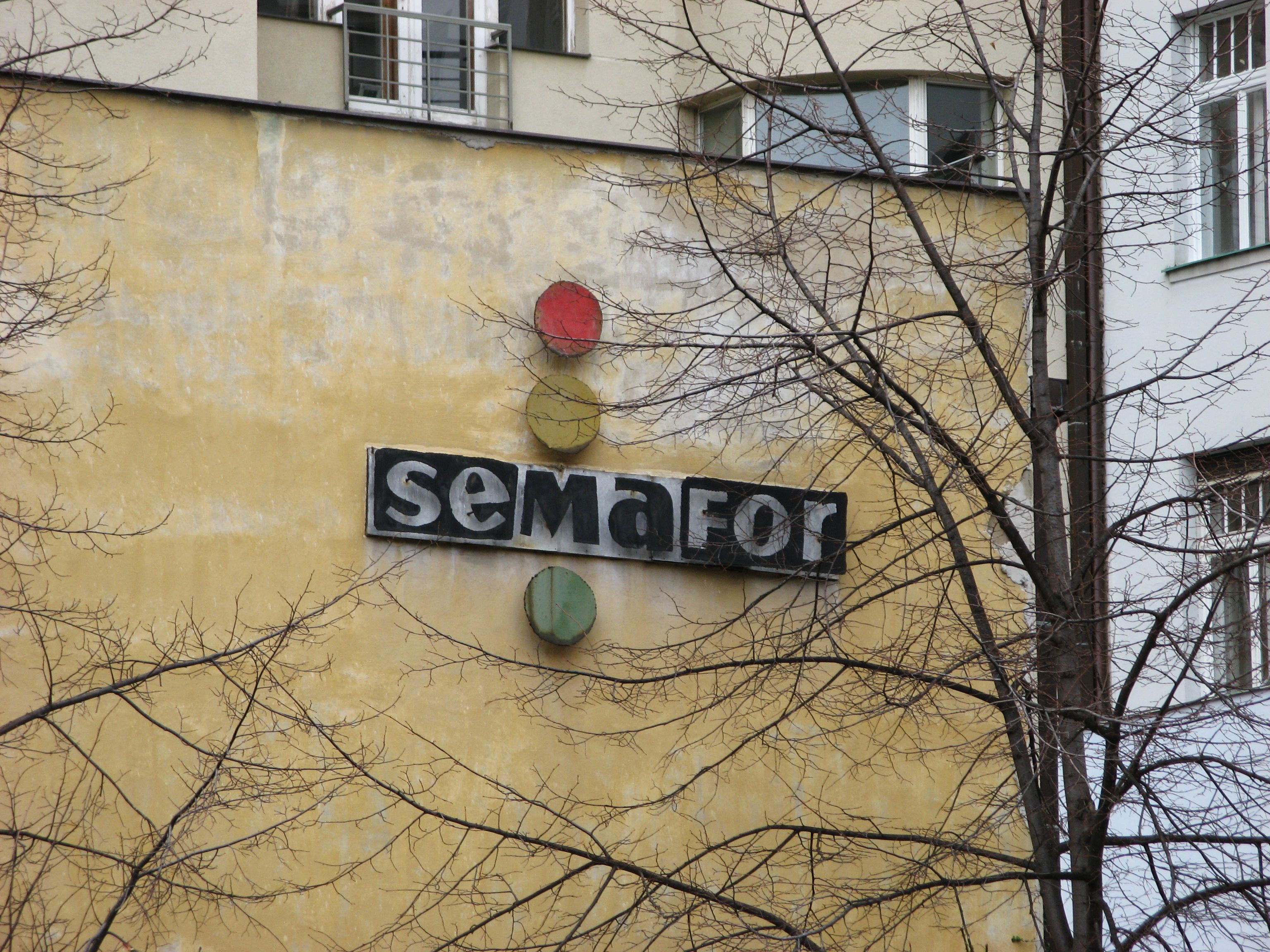
Divadlo Semafor

### Semafor
Po ukončení studia na Bohoslovecké fakultě nastoupil Svoboda na dvouletou základní vojenskou službu. Tam se setkal s Miloslavem Šimkem a Jiřím Grossmannem. Po vojně se jejich cesty sice rozešly – až do r. 1968, kdy se Šimek dozvěděl, že Svoboda skládá a zpívá křesťanské songy. Nabídl mu možnost účinkování ve své skupině v divadle Semafor, které Svoboda přijal. Později se připojila manželka i dcera Jana. Spolupráce s divadlem Semafor trvala až do devadesátých let. Nakonec byla ukončena, soubor M. Šimka odešel ze Semaforu, vzniklo Divadlo Jiřího Grossmanna (dnešní Divadlo Palace), a obsahově došlo k příklonu k politické satiře.
16. února 2014 uplynulo 10 let od doby, kdy zemřel Miloslav Šimek. K tomuto výročí vzniklo speciální vzpomínkové představení – Návštěvní den u Miloslava Šimka. Sešla se na něm řada jeho bývalých spolupracovníků. Těší mě, že se bývalá Slávkova parta dala opět po letech dohromady, a chce tak připomenout divadelní večery, na kterých se kdysi podílela – řekla k představení vdova Magdalena Šimková.
V době, kdy v divadle Svobodovi začínali, byly jejich písně a projev něčím zcela novým, neobvyklým. Publikum bylo nadšené, text písně Trubači půlnoční byl snad nejoblíbenější, a to nejen při vánočních představeních, která pravidelně otevíral.
PaedDr. Zdeněk Kovalčík k semaforským představením později napsal: A lze považovat každé vystoupení manželů Svobodových na prknech tohoto divadla za malý zázrak, zejména když některé z pořadů – Návštěvní den Miloslava Šimka a Jiřího Grossmanna – uváděla Československá televize. Do pořadu populárních písní a vtipných rozhovorů přišla nečekaně píseň s křesťanskou zvěstí. Nezapomenu na pořad z r. 1969, kdy Šimek s Grossmannem uvedli vstup manželů Svobodových slovy: „Vážím si hlavně toho, že Luboš Svoboda, ač farář Církve československé, nalezl čas spolupracovat s námi a svými songy se svou paní Janou přichází dotvářet milou atmosféru návštěvních dní.“ A pak ve tmě zazářila svíce, Luboš usedl ke klávesám a zazněl společný zpěv s manželkou Janou: Zná Hospodin dny upřímných. V této přelomové době tvorba L. Svobody pomáhala znovuobjevovat křesťanskou zvěst, pomáhala k nalézání víry, posilovala v posluchačích vlastenecké cítění.
Ne vždy ČT vysílala vše, Svoboda byl v té době farářem církve československé a to byl problém. O jeho účast v televizních pořadech se snažil i sám Šimek, zlobil se, že televize nechtěla uvést Svobodovo jméno ani v titulcích.
Již v první polovině 70. let minulého století vysílal Svobodovy písně český pořad Euroclub stanice Trans World Radio-Monte Carlo. Pro náboženské vysílání Českého rozhlasu Plzeň připravil zvláštní relaci Lubomír Stejskal. Svobodovi byli několikrát hosty v programu Josefa Fouska, vystupovali s P. Spáleným a M. Voborníkovou.

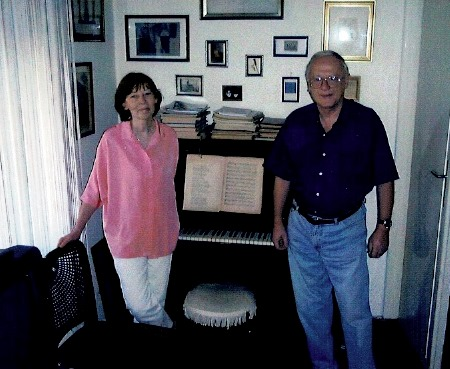
Luboš a Jana Svobodovi

### Diskografie:
- 1968, SP deska, Supraphon – 0 39 9886, interpret Luboš Svoboda (Tvá láska, Pane), Marta Kubišová (Máří Magdalena), Josef Laufer (Rozbij ty chmurné hradby) a Jaroslav Štajnc (Tak proč se bát)
- 1968, dvě SP desky, Panton – 04 0134, interpret Luboš Svoboda, Josef Laufer, Panton – 04 0138, Luboš Svoboda a Hana Pazeltová
- 1969, SP deska, Supraphon – 0 33 0450, Svoboda zpívá songy Babylon, Mizraim,Takový sen a duet s manželkou Janou Zná Hospodin dny upřímných
- 1971, LP deska, Supraphon – 0 29 9877, Křesťanské songy L. Svobody – 12 songů, obsahujících celou biblickou zvěst, poselství Starého i Nového zákona. Doprovod orch. Františka Ringo Čecha.[21]
- 1990, LP deska, Multisonic– 31 0001-1 311, „Křesťanské songy a podobenství“. Kromě manželů Svobodových na ní zpívala ještě Marta Kubišová, Hana Zagorová, Jaroslav Hutka a Karel Kryl[22]
- 1992, MC (CC) Apollo Records Company – AR 0010-4311, Hymna a 20 národních písní,
- 1994, CD + MC Koledy, Apollo Records Company – AR 0003-2311, v trojhlasu zpívá i jejich dcera Jana Mařasová
- 1996, CD + MC, Appollo Record Company – AR 0017-4311, "Nostalgie", melodické písně s poetickými texty (I moc i sláva, Marta rozmlouvá s pánem, Bartoloměj, Úzkost, Tomáš, Miriam Áronova, Trubači půlnoční..)
- 2002, CD, Appollo Record Company – R 0031-2311, „Zvěstování“ – souhrn tvorby manželů Svobodových od r. 1963 v oblasti křesťanských songů včetně vánočních písní